# دنیل تیلگر
دنیل تیلگر (انگلیسی: Daniel Tílger؛ زادهٔ ۳ اوت ۱۹۷۰) بازیکن فوتبال اهل آرژانتین است.
از باشگاه‌هایی که در آن بازی کرده‌است می‌توان به باشگاه ورزشی اتلتیکو جونیور، باشگاه فوتبال بوکا جونیورز، باشگاه فوتبال لانوس، باشگاه فوتبال سانتا فه، باشگاه فوتبال ال پورونیر، باشگاه ورزشی دیپورتیوو کالی، و باشگاه فوتبال آرژانتینوس جونیورز اشاره کرد.